# Michel Guyard
Michel Jean Guyard (ur. 19 czerwca 1936 w Paryżu, zm. 23 lipca 2021 w Vannes) – francuski duchowny rzymskokatolicki, w latach 2003–2011 biskup Le Havre.

## Życiorys
31 października 1964 został wyświęcony na diakona. Święcenia kapłańskie przyjął 25 czerwca 1965. Inkardynowany do archidiecezji paryskiej, przez kilkanaście lat pracował w miejscowych parafiach. W 1979 mianowany rektorem paryskiego seminarium, po pięciu latach został proboszczem jednej z miejskich parafii. W 1990 otrzymał nominację na rektora katedry Notre-Dame, zaś w 1994 został także wikariuszem generalnym archidiecezji.
9 lipca 2003 został mianowany biskupem Le Havre. Sakrę biskupią otrzymał 12 października 2003. 24 czerwca 2011 przeszedł na emeryturę.